# Veliki Đurđevik
Gjurgjevik i Madh en albanais et Veliki Đurđevik en serbe latin (en serbe cyrillique : Велики Ђурђевик) est une localité du Kosovo située dans la commune/municipalité de Klinë/Klina et dans le district de Pejë/Peć. Selon le recensement kosovar de 2011, elle compte 449 habitants, dont une majorité d'Albanais.

## Démographie

### Évolution historique de la population dans la localité
| 1948 | 1953 | 1961 | 1971 | 1981 | 1991 | 2011 |
| ---- | ---- | ---- | ---- | ---- | ---- | ---- |
| 494  | 503  | 579  | 694  | 765  | 916  | 449  |

|  |